# نعلكي (مقاطعة فسا)
نعلكي (بالفارسية: نعلکی) هي قرية تقع في Now Bandegan District في إيران.